# Ziabki (sielsowiet Psuja)
Ziabki (biał. Зябкі; ros. Зябки) – wieś na Białorusi, w obwodzie witebskim, w rejonie głębockim, w sielsowiecie Psuja.

## Historia
W czasach zaborów wieś i dobra w powiecie dzisieńskim, w guberni wileńskiej Imperium Rosyjskiego.
W latach 1921–1945 wieś Ziabki oraz kolonia Ziabki II i Ziabki III leżały w Polsce, w województwie wileńskim, w powiecie dziśnieńskim, w gminie Prozoroki.
Według powszechnego spisu ludności z 1921 roku zamieszkiwało:
- wieś – 67 osób, 25 było wyznania rzymskokatolickiego, 25 prawosławnego a 17 mojżeszowego. Jednocześnie 66 mieszkańców zadeklarowało polską a 1 inną przynależność narodową. Było tu 10 budynków mieszkalnych[3]. W 1931 w 13 domach zamieszkiwało 77 osób[4].
- Ziabki II  – 36 osób, 33 były wyznania rzymskokatolickiego a 3 prawosławnego. Jednocześnie wszyscy mieszkańcy zadeklarowali polską przynależność narodową. Były tu 4 budynki mieszkalne[3]. W 1931 w 27 domach zamieszkiwały 122 osoby[4].
- Ziabki III  – 106 osób, 50 było wyznania rzymskokatolickiego a 56 prawosławnego. Jednocześnie 76 mieszkańców zadeklarowało polską a 30 białoruską przynależność narodową. Były tu 23 budynki mieszkalne[3]. W 1931 w 22 domach zamieszkiwało 159 osób[4].

Wierni należeli do parafii rzymskokatolickiej w Bobrowszczyźnie i prawosławnej w Psuji. Miejscowość podlegała pod Sąd Grodzki w Głębokiem i Okręgowy w Wilnie; właściwy urząd pocztowy mieścił się w Ziabkach.
W wyniku napaści ZSRR na Polskę we wrześniu 1939 miejscowość znalazła się pod okupacją sowiecką. 2 listopada została włączona do Białoruskiej SRR. Od czerwca 1941 roku pod okupacją niemiecką. W 1944 miejscowość została ponownie zajęta przez wojska sowieckie i włączona do Białoruskiej SRR.
Od 1991 w składzie niepodległej Białorusi.